# マルレーネ・デュマス
マルレーネ・デュマス（Marlene Dumas 1953年8月3日 - ）はアムステルダムの女性画家。

## 略歴
1953年、南アフリカ共和国のケープタウンで生まれた。
1972年～1975年、ケープタウン大学で美術を学ぶ。
1976年～1978年、オランダに渡り、ハールレムのアトリエ63で絵画を学ぶ。
1979年～1980年、アムステルダム大学で心理学を学ぶ。
1995年、ヴェネツィア・ヴィエンナーレのオランダ館に出品。
2001年、大型個展がポンピドゥーセンターほかを巡回。

## 作品
メディアに流通する写真や映像を題材に、生命のきらめきを感じさせるような独特の肖像画を描く。
性差別、性そのものをテーマとする肖像画をテーマとすることが多い。
自身の出身である南アフリカのケープタウンが人種隔離政策の下にあったこともあり、人種差別をテーマとした作品も描く。
また、写真家の荒木経惟の写真を扱った作品が日本ではよく知られている。
長谷川祐子によるインタビューの中で、自身の絵画の制作が映画監督と似た所があると述べている。
代表作品に『遺伝子の憧憬』（1984年）などがある。

## 日本での主な展覧会
- Marlene Dumas BROKEN WHITE(2007　東京都現代美術館)

## 参考
- 「Marlene Dumas BROKEN WHITE」、淡交社、2007年
- 『現代アーティスト事典 クーンズ、ハースト、村上隆まで──1980年代以降のアート入門』美術手帖編集部 (2012/10/3)